# Степан Томаш
Степан Томаш (серб. Стефан Томаш, босн. Stjepan Tomaš, ? — 10 июля 1461) — король Боснии.

## Биография
Степан Томаш был незаконным сыном короля Стефана Остоя. Он взошёл на трон после смерти в 1443 году бездетного короля Твртко II.
В молодости Степан Томаш, как и большинство жителей Боснии, был богумилом, однако впоследствии принял католичество. 19 мая 1445 года папа Евгений IV признал его королём Боснии и дал разрешение на развод с Воячей. 26 мая 1446 года Стефан Томаш женился на Катарине, дочери богатого герцога Степана Вукчича Косача из современной Герцеговины, что положило конец политической нестабильности в стране.

## Дети
От брака с Воячей у Стефана Томаша был сын:
- Степан Томашевич (? — 1463), последний король Боснии

От брака с Катариной Боснийской у Стефана Томаша было трое детей:
- Катарина
- Сигизмунд (переехал в Османскую империю, принял ислам и сменил имя на Исхак-бей Кралоглу)
- сын (имя неизвестно)